# Banc d'Eslovènia
El Banc d'Eslovènia (en eslovè: Banka Slovenije) és el membre eslovè de l'Eurosistema i ha estat l'autoritat monetària d'Eslovènia entre 1991i 2006, responsable d'emetre el tolar eslovè. Des del 2014, també és l'autoritat nacional competent d'Eslovènia dins de la Sistema Europeu de Bancs Centrals.

## Història
Amb seu a Ljubljana, es va establir el 25 de juny de 1991. És una institució independent no governamental, obligada a presentar periòdicament un informe sobre el seu funcionament a l'Assemblea Nacional d'Eslovènia. La seva tasca principal és vetllar per l'estabilitat de la moneda nacional i garantir la liquiditat dels pagaments dins del país i amb països estrangers. També actua com a supervisor del sistema bancari.
El banc té la seu en un edifici destacat al centre de Ljubljana, erigit entre 1920 i 1923 per al Banc de Crèdit de Ljubljana.

## Governadors
- France Arhar (1991–2001)
- Mitja Gaspari (2001–2007)
- Marko Kranjec (2007–2013)
- Boštjan Jazbec (2013–2018)
- Boštjan Vasle (2019-)[3]